# Zudausques
Zudausques település Franciaországban, Pas-de-Calais megyében. Lakosainak száma 1061 fő (2022. január 1.). Zudausques Serques, Leulinghem, Moringhem, Quelmes, Salperwick, Tilques és Saint-Martin-lez-Tatinghem községekkel határos.

## Népesség
A település népessége az elmúlt években az alábbi módon változott:
| Lakosok száma | 848  | 864  | 934  | 915  | 941  | 987  | 1033 | 1040 | 1061 |
|               | 2013 | 2015 | 2016 | 2017 | 2018 | 2019 | 2020 | 2021 | 2022 |